# General Electric GEnx

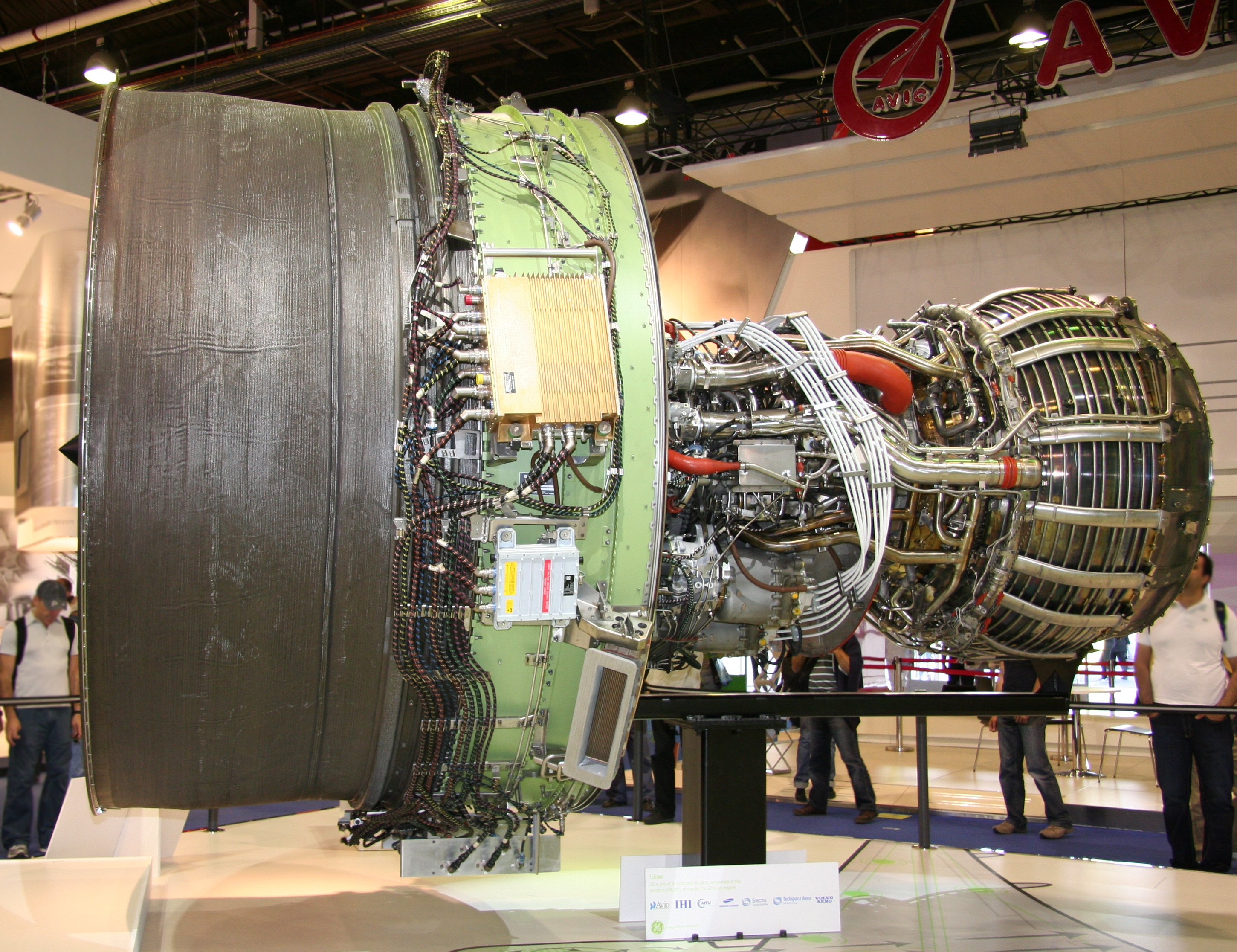
Le General Electric GEnx au Salon du Bourget 2009.

Le GEnx (General Electric Next-generation) de GE Aviation est un turboréacteur basé sur le GE90, en réduction. Il remplace la famille CF6, dont l'origine remonte aux années 1960 (mais avec bien sûr de considérables évolutions) et qui avait trouvé place sous les ailes du DC-10, des Airbus A300, A310 et A330, du MD-11 et de certains 747.
Il est destiné en particulier au Boeing 787 et au Boeing 747-8. 
General Electric détient une part majoritaire dans le projet (64 %), les autres partenaires sont des industriels européens (Avio, Safran Aero Boosters et Volvo Aero) et japonais (Ishikawajima-Harima Heavy Industries et Mitsubishi Heavy Industries). Safran (ex-Snecma) intervient par l'intermédiaire de sa coentreprise CFAN. La soufflante est entièrement réalisée en matériau composite de fibres de carbone. 
La plupart des réacteurs d'avion possèdent un prélèvement d'air pour alimenter certains systèmes de bord (conditionnement d'air, dégivrage des ailes, démarrage moteur). Le 787 n'en a pas besoin, ses systèmes étant « tout électrique ». La version du GEnx qui lui est destinée, tout comme le Trent 1000 concurrent (de Rolls Royce), n'ont donc pas ce prélèvement d'air et, de ce fait, possèdent un meilleur rendement. Cependant, les versions destinées au 747-8 et à l'A350 initial en sont pourvues.
Le Trent 1000 et le GEnx partagent la même interface avion-moteur, ce qui les rend interchangeables sur 787. Il s'agit là d'une petite révolution, jusqu'ici les différents moteurs proposés sur un même avion demandaient toujours des points d'accrochage différents.
| Caractéristiques techniques |              |
| Poussée                     | 245 à 311 kN |
| Diamètre de la soufflante   | 2,82 m       |
| Taux de dilution            | 9,5          |
| Taux de compression         | 42           |

## Variantes
| Variante      | Modèle d'avion |
| ------------- | -------------- |
| GEnx-1B-70    | Boeing 787-8   |
| GEnx-1B-74/75 | Boeing 787-9   |
| GEnx-1B-76    | Boeing 787-10  |
| GEnx-2B-67    | Boeing 747-8   |